# Янов, Александр Павлович
Янов Александр Павлович (15 мая 1930, Островок, Минский округ — 20 сентября 1987, Кривой Рог, Днепропетровская область) — советский учёный в области горного дела, горный инженер. Доктор технических наук (1973), профессор (1974).

## Биография
Родился 15 мая 1930 года в селе Островок Копыльского района Минской области.
В 1953 году окончил Криворожский горнорудный институт, затем — Днепровскую политехнику по кафедре охраны труда и гражданской безопасности. В 1953—1954 годах — научный сотрудник НИГРИ.
В 1954—1956 годах — заведующий буровзрывной лабораторией, ассистент, в 1956—1959 годах — аспирант Криворожского горнорудного институт.
В 1959—1964 годах — научный сотрудник Института горного дела АН УССР.
В 1964—1965 годах — доцент, профессор кафедры техники безопасности и рудничной вентиляции Криворожского горнорудного института.
В 1965—1981 годах — заместитель директора, в 1982—1987 годах — директор Всесоюзного научно-исследовательского института безопасности труда в горном деле в Кривом Роге.
Умер 20 сентября 1987 года в городе Кривой Рог.

## Научная деятельность
Автор более 100 научных работ и 15 авторских свидетельств на изобретения, руководитель научных изысканий в НИИБТГ. Специалист по безопасности труда, защите атмосферы от загрязнений пылью и газом в процессе горных работ. Создал научную школу по защите атмосферы от вредных примесей. Подготовил 14 кандидатов технических наук.

### Научные труды
- Борьба с пылью и ядовитыми газами после взрывных работ // Горный журнал. — 1961. — № 3;
- Прогноз состояния рудничной атмосферы при вскрытии и подготовке глубоких горизонтов железорудных шахт // Горный журнал. — 1972. — № 61;
- Защита рудничной атмосферы от загрязнения / М., 1977 (соавт.);
- Борьба с пылью и вредными газами в железорудных шахтах / М., 1984.

## Награды
- Орден Трудового Красного Знамени;
- Серебряная медаль ВДНХ СССР.